# Dorothea von Sachsen-Lauenburg
Dorothea von Sachsen-Lauenburg (* 11. März 1543 in Lüneburg; † 5. April 1586 in Herzberg) war eine Prinzessin von Sachsen-Lauenburg und durch Heirat Herzogin von Braunschweig-Grubenhagen.

## Leben
Dorothea war die älteste Tochter des Herzogs Franz I. von Sachsen-Lauenburg (1510–1581) aus dessen Ehe mit Sibylle (1515–1592), Tochter des Herzogs Heinrich von Sachsen. Gemeinsam mit ihrer Schwester Ursula war sie bei ihrer Großmutter Katharina in Freiberg und nach deren Tod 1561 bei Kurfürstin Anna von Sachsen in Dresden aufgewachsen.
Sie heiratete am 10. Dezember 1570 in Osterode Herzog Wolfgang von Braunschweig-Grubenhagen (1531–1595). Der Ehevertrag wurde durch Joachim von Beust ausgehandelt und in ihm Streitigkeiten um das Amt Steinhorst zwischen den Häusern Braunschweig und Lauenburg beigelegt. Für Dorothea wurde im Schloss Herzberg von ihrem Mann ein Lustgarten angelegt.
Dorothea starb vor ihren Gemahl am Ostertag 1586, ohne Kinder geboren zu haben, und wurde in der St. Aegidienkirche in Osterode bestattet. Auf der Rückseite des Altarblattes der dortigen Grabstätte der Grubenhagener Herzöge befindet sich eine Darstellung der Herzogin und ihres Ehemanns.